# Sidi Abderrahmane, Chlef
Sidi Abderrahmane là một đô thị thuộc tỉnh Chlef, Algérie. Dân số thời điểm năm 2002 là 3.63 người.